# Silicon Valley (televisieserie)
Silicon Valley is een Amerikaanse televisieserie die van 2014 tot 2019 werd uitgezonden door HBO. De sitcom werd bedacht door Mike Judge, John Altschuler en Dave Krinsky.

## Productie
Bedenker Mike Judge verhuisde in 1987 naar Silicon Valley, een regio die bekendstaat om de vele technologiebedrijven die er gevestigd zijn. Judge sloot zich er aan bij Parallax, een bedrijf van zo'n 40 werknemers dat gespecialiseerd was in videokaarten. Omdat hij zich stoorde aan de bedrijfscultuur en zijn collega's stapte hij al na drie maanden op. Zijn ervaringen in Silicon Valley dienden als inspiratiebron voor de serie.
In maart 2013 werd in Palo Alto de pilot opgenomen. Twee maanden later, in mei 2013, gaf HBO groen licht voor het eerste seizoen.
Voor het eerste seizoen werd Christopher Evan Welch gecast als de miljardair Peter Gregory. Hij werkte mee aan de eerste vijf afleveringen, maar overleed in december 2013 aan longkanker. Er werd door de makers van de serie besloten om zijn scènes niet opnieuw op te nemen met een andere acteur. Pas aan het begin van het tweede seizoen werd zijn personage Peter Gregory uit de serie geschreven. Het personage werd opgevolgd door Laurie Bream, gespeeld door Suzanne Cryer.
In mei 2017 raakte bekend dat T.J. Miller na het vierde seizoen, dat op dat ogenblik bijna afgelopen was, niet zou terugkeren. De makers van de serie en de acteur, die in de reeks het personage Erlich Bachman vertolkte, gingen in onderling overleg uit elkaar. Later werd er door verschillende media bericht dat Millers vertrek geen verrassing was omdat hij door zijn collega's al lange tijd als onprofessioneel werd ervaren en kampte met een drank- en drugsprobleem. In de nasleep van zijn vertrek kwam Miller meermaals in opspraak. Zo werd hij beschuldigd van pestgedrag op de set van Sillicon Valley, seksuele aanranding en het plegen van een valse bommelding.

## Verhaal

### Seizoen 1
Richard Hendricks is een intelligente maar verlegen en sociaal onhandige programmeur van het technologiebedrijf Hooli. Op een dag ontwikkelt hij een app genaamd Pied Piper die een revolutionair algoritme voor datacompressie bevat. Pied Piper ontvangt een investering van 200.000 dollar van de excentrieke Peter Gregory, een steenrijke durfkapitaalverstrekker, waarna Richard zijn vrienden Bertram Gilfoyle en Dinesh Chugtai en de van Hooli overgelopen Jared Dunn in dienst neemt. Ook Erlich Bachman, in wiens incubator hij de app ontwikkelde, maakt deel uit van het nieuwe team. Richards vriend Nelson "Big Head" Bighetti blijft wel bij Hooli, waar hij ondanks zijn gebrek aan intelligentie of technische kwaliteiten een promotie krijgt.
Gavin Belson, CEO van Hooli en Richards vroegere baas, probeert via reverse engineering het algoritme van Pied Piper te achterhalen en een kopie van de app, genaamd Nucleus, op de markt te brengen. De twee concurrerende bedrijven nemen deel aan TechCrunch Disrupt, een technologieconferentie waar ze hun werk aan de wereld willen voorstellen. Gavin stelt op de conferentie Nucleus voor, dat perfect is afgestemd op de overige producten van Hooli en dat het op vlak van compressie even goed presteert als Pied Piper. Richard heeft echter in extremis een idee waarmee hij Nucleus alsnog kan aftroeven. Hij programmeert een hele nacht door en stelt de volgende ochtend het nieuwe Pied Piper voor, dat nu veel beter presteert dan concurrent Nucleus. Na zijn succesvolle demonstratie wordt Richard overrompeld door geïnteresseerde investeerders.

### Seizoen 2
Na het succes van TechCrunch Disrupt willen verschillende durfkapitaalverstrekkers in Pied Piper investeren. Peter Gregory overlijdt en wordt aan het hoofd van Raviga Capital opgevolgd door de uitgekiende en kille Laurie Bream, waardoor getwijfeld wordt om nog verder samen te werken met het bedrijf. Hooli beweert dat Pied Piper ontwikkeld werd toen Richard nog in dienst van Hooli werkte en klaagt het bedrijf aan voor auteursrechtenschending. Derhalve haken alle durfkapitaalverstrekkers af. Hooli probeert het bedrijf uit te kopen, maar Richard kiest er uiteindelijk voor om samen te werken met de roekeloze en bemoeizieke investeerder Russ Hanneman, die rijk werd met internetradio.
Binnen Hooli wordt Big Head opnieuw gepromoveerd door Gavin, die zo de indruk wil wekken dat hij, en niet Richard, destijds de bedenker was van het algoritme voor datacompressie. Hoewel Richard en zijn bedrijf het steeds moeilijker krijgen om te overleven en hij over een amper te vertrouwen advocaat beschikt, wint hij de rechtszaak die door Hooli werd aangespannen. Vervolgens besluit Raviga om Hannemans aandeel in het bedrijf over te nemen. Richard wordt door de raad van bestuur wel afgezet als CEO.

### Seizoen 3
Jack Barker wordt aangesteld als de nieuwe CEO van Pied Piper, terwijl Richard met tegenzin CTO van het bedrijf wordt. De twee zitten niet op dezelfde golflengte; Jack wil een box ontwikkelen die snel veel geld opbrengt, terwijl Richard liever een platform wil ontwikkelen. Uiteindelijk wordt Jack door Laurie Bream ontslagen en Richard opnieuw benoemd tot CEO. Big Head wordt ondertussen bij Hooli ontslagen en krijgt een oprotpremie van 20 miljoen dollar op voorwaarde dat hij geen vertrouwelijke bedrijfsinformatie onthult. Big Head en Erlich Bachman worden vervolgens partners, maar springen onbezonnen met hun geld om en zijn daardoor al snel bankroet, waardoor Erlich zijn aandeel in Pied Piper moet verkopen. Jack Barker wordt ondertussen bij Hooli aangenomen als het nieuwe hoofd van ontwikkeling.
Richard lanceert zijn platform en krijgt positieve reacties uit de industrie, maar slechts een klein aantal gebruikers is dagelijks actief op het platform. Jared betaalt stiekem een bedrijf uit Bangladesh om op artificiële wijze clicks te genereren en zo de statistieken van het platform te bevorderen. Wanneer Richard dit onthult, grijpt Pied Piper naast een belangrijke kapitaalinjectie. Raviga wil niet langer geassocieerd worden met Pied Piper en besluit het bedrijf grotendeels te verkopen. Big Head en Erlich, die door de verkoop van een plots succesvol geworden blog weer over geld beschikken, nemen het bedrijf over. Omdat de videochat die Dinesh voor het platform bedacht populair blijkt te zijn, wordt besloten om Pied Piper om te vormen tot een videochatbedrijf.

### Seizoen 4
Richard stapt op als CEO van Pied Piper en begint aan een nieuw project te werken: een gedecentraliseerd peer-to-peer-internet dat moet aangestuurd worden door een netwerk van mobiele telefoons en zonder firewalls, virussen en overheidsregulatie. Gavin wordt bij Hooli afgezet als CEO na een COPPA-overtreding. Hij wordt opgevolgd door Jack Barker en reist om spirituele redenen naar Tibet.
Laurie en haar rechterhand Monica richten met Bream/Hall een eigen investeringsbedrijf op. Big Head wordt een lesgever aan de Stanford-universiteit en Erlich begint samen te werken met Keenan Feldspar, wiens VR-headset een groot succes is in Silicon Valley. Wanneer hij door Feldspar in de steek wordt gelaten, blijft hij gedesillusioneerd achter, waarna hij besluit Gavin achterna te reizen. Gavin keert vervolgens terug naar de Verenigde Staten, terwijl Erlich in Tibet blijft.
Richard begint samen te werken met een verzekeringsmaatschappij, die Pied Piper gebruikt om hun data op te slaan. Na een probleem met de dataopslag van de maatschappij ontdekken Richard en zijn team dat hun nieuw internetconcept werkt aangezien hun server zelf een back-up had opgeslagen via de slimme koelkast van hun Chinese huisgenoot Jian Yang, die even voordien door Gilfoyle gehackt was met behulp van Pied Pipers programmacode, waardoor de koelkast zich kon verbinden met een netwerk van andere koelkasten en de data verspreid kon worden.
Gavin helpt zijn vroegere collega Jack Barker uit de penarie en wordt opnieuw CEO van Hooli. Vervolgens brengt hij een bod uit om Pied Piper over te nemen, maar Richard gaat er niet op in en kiest ervoor om zijn nieuw internet te ontwikkelen bij Bream/Hall.

### Seizoen 5
Richard en zijn team krijgen een groot, nieuw kantoor en mogen verschillende programmeurs aannemen om hun nieuw internet te ontwikkelen. Jian Yang probeert ondertussen te bewijzen dat Erlich dood is om zo diens aandeel in Pied Piper in handen te krijgen. Jared wordt door Richard benoemd als COO van Pied Piper. Jian Yang keert uiteindelijk terug naar China om er een kopie van Pied Piper te ontwikkelen.
Bream/Hall dwingt Richard om met een team van AI-ontwikkelaars samen te werken, maar de samenwerking is geen succes en wordt bijna de ondergang van Pied Piper. Richard is het beu om naar Laurie te luisteren en besluit op aanraden van Gilfoyle cryptogeld te ontwikkelen om zo niet langer afhankelijk te zijn van een investeerder. Monica waarschuwt Richard dat Laurie van plan is om hem te verplichten om reclame te verkopen op zijn gedecentraliseerd internet. Richard biedt Monica vervolgens de functie van CFO aan. Ze gaat in op zijn aanbieding, wat het einde van haar samenwerking met Laurie betekent.
De cryptomunt is aanvankelijk geen succes en Pied Piper lijkt ten einde raad. Laurie werkt ondertussen samen met Yao, de Chinese fabriekseigenaar die Jian Yangs Pied Piper-patent heeft weggekaapt voor de neus van Gavin Belson. Er ontstaat een race tussen Laurie, Gavin en Richard om als eerste 51% van het platform in handen te krijgen, waardoor ze de concurrentie kunnen uitsluiten. De drie partijen proberen de race naar hun hand te zetten door zoveel mogelijk gebruikers aan het platform toe te voegen. Richard trekt aan het langste eind door de hulp in te roepen van Colin, een populaire videogameontwikkelaar. Nadien verhuist het team van Pied Piper naar een nog groter kantoorgebouw.

## Rolverdeling
Legenda
 = Hoofdrol
 = Bijrol
 = Geen rol
| Acteur / actrice       | Personage                  | S1     | S2      | S3      | S4      | S5     |
| ---------------------- | -------------------------- | ------ | ------- | ------- | ------- | ------ |
| Thomas Middleditch     | Richard Hendricks          | 8 afl. | 10 afl. | 10 afl. | 10 afl. | 8 afl. |
| Martin Starr           | Bertram Gilfoyle           | 8 afl. | 10 afl. | 10 afl. | 10 afl. | 8 afl. |
| Kumail Nanjiani        | Dinesh Chugtai             | 8 afl. | 10 afl. | 10 afl. | 10 afl. | 8 afl. |
| Zach Woods             | Donald "Jared" Dunn        | 8 afl. | 10 afl. | 10 afl. | 10 afl. | 8 afl. |
| T.J. Miller            | Erlich Bachman             | 8 afl. | 10 afl. | 10 afl. | 10 afl. |        |
| Matt Ross              | Gavin Belson               | 7 afl. | 10 afl. | 8 afl.  | 8 afl.  | 8 afl. |
| Amanda Crew            | Monica Hall                | 8 afl. | 8 afl.  | 8 afl.  | 7 afl.  | 6 afl. |
| Josh Brener            | Nelson "Big Head" Bighetti | 7 afl. | 6 afl.  | 6 afl.  | 5 afl.  | 4 afl. |
| Jimmy O. Yang          | Jian Yang                  | 3 afl. | 6 afl.  | 4 afl.  | 7 afl.  | 6 afl. |
| Suzanne Cryer          | Laurie Bream               |        | 5 afl.  | 8 afl.  | 5 afl.  | 6 afl. |
| Stephen Tobolowsky     | Jack Barker                |        |         | 7 afl.  | 6 afl.  |        |
| Chris Diamantopoulos   | Russ Hanneman              |        | 6 afl.  | 1 afl.  | 2 afl.  | 1 afl. |
| Bernard White          | Denpok (Spiritual Advisor) | 3 afl. | 3 afl.  | 3 afl.  | 1 afl.  | 2 afl. |
| Christopher Evan Welch | Peter Gregory              | 5 afl. |         |         |         |        |

Bekende gastrollen:
Haley Joel Osment, Kid Rock, Dustin Milligan, Patrick Fischler, Allan Miller, Romy Rosemont.

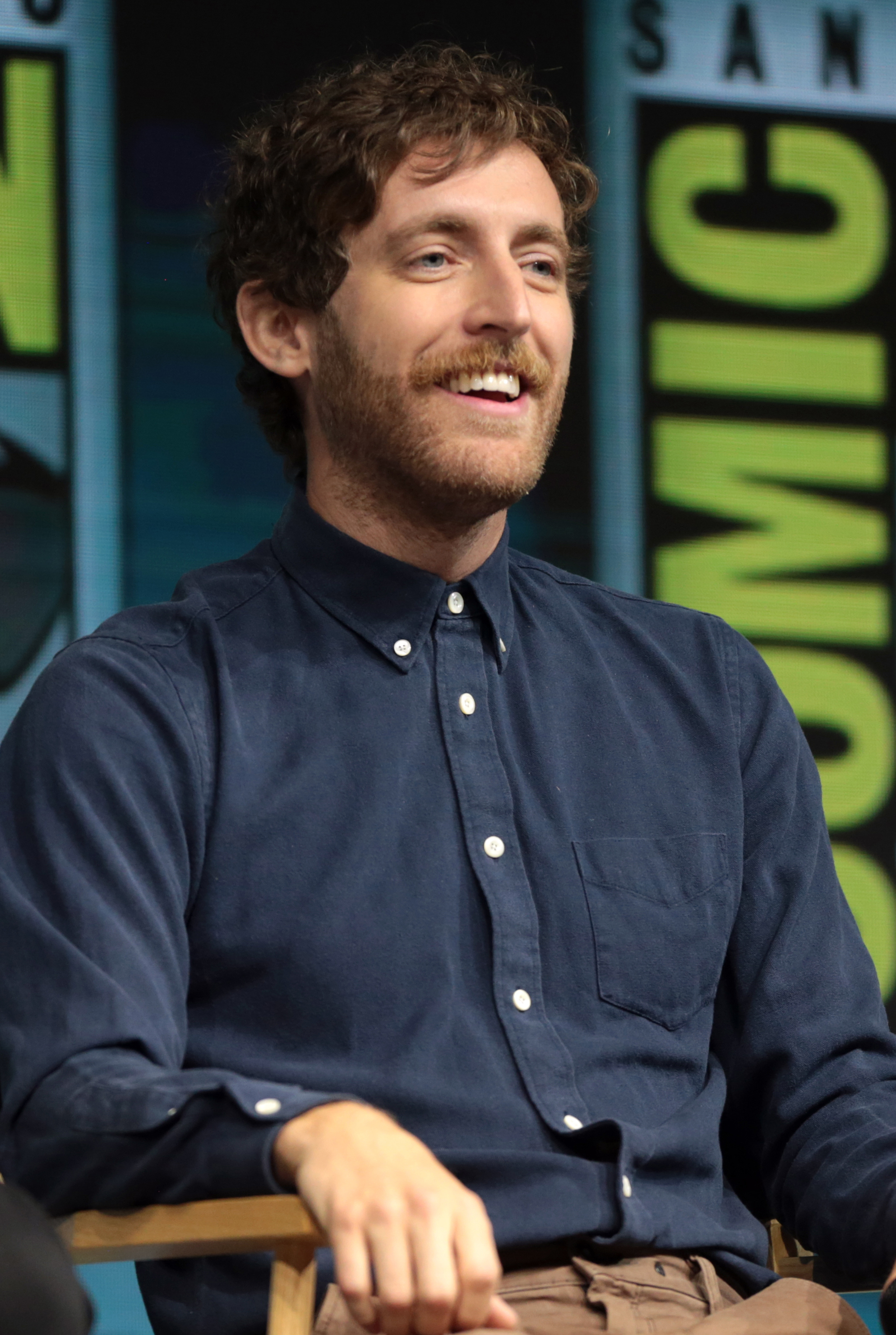
Thomas Middleditch
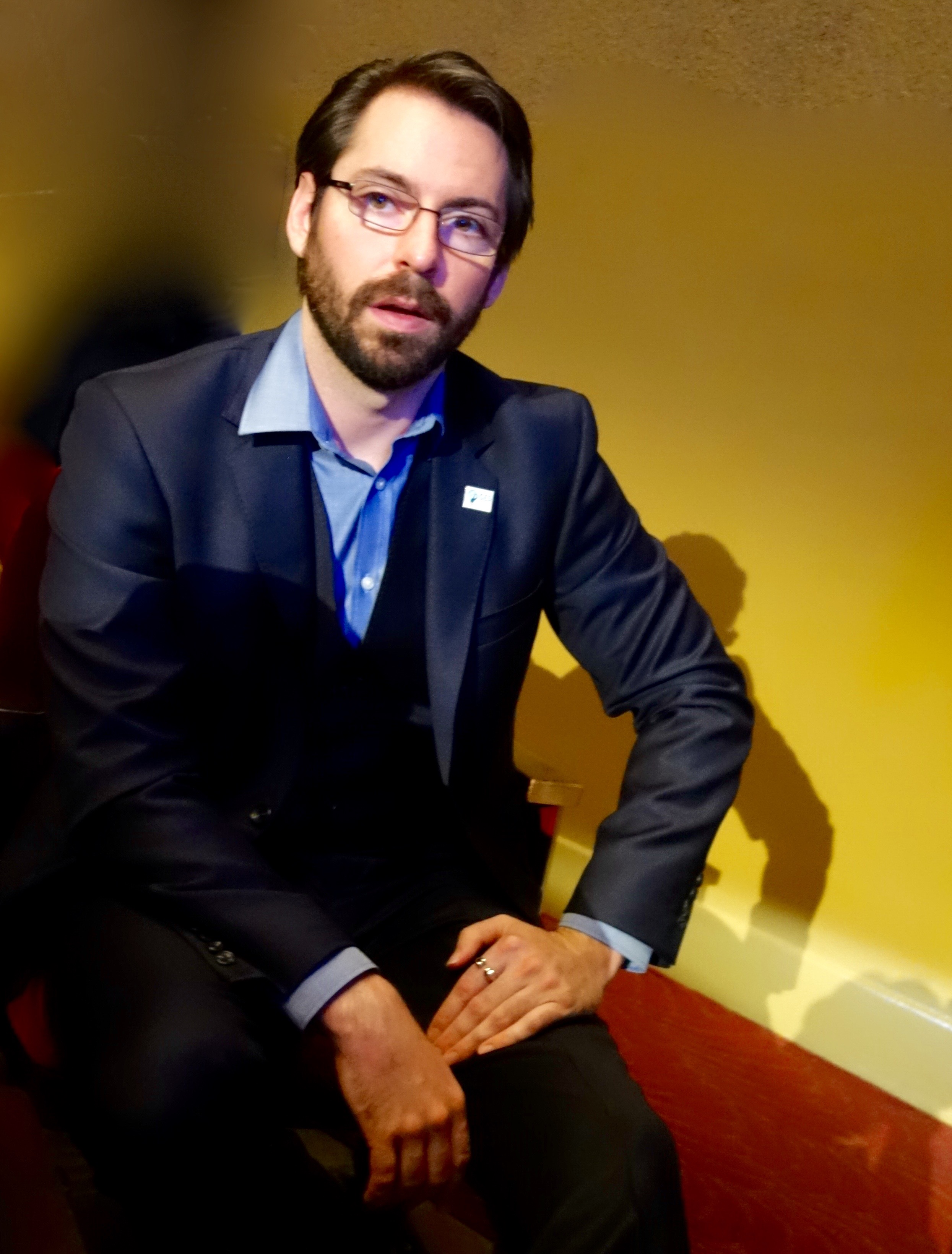
Martin Starr
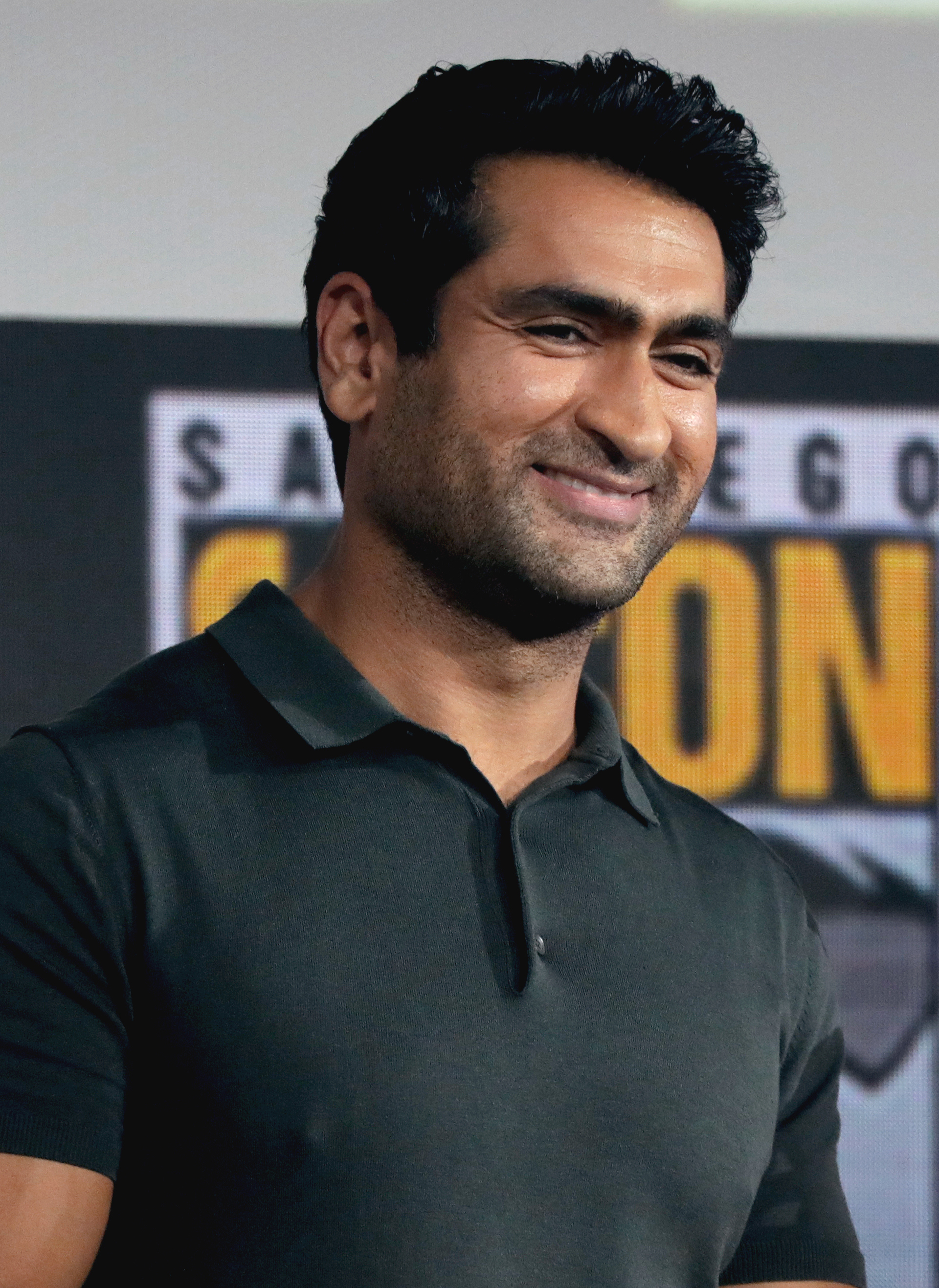
Kumail Nanjiani
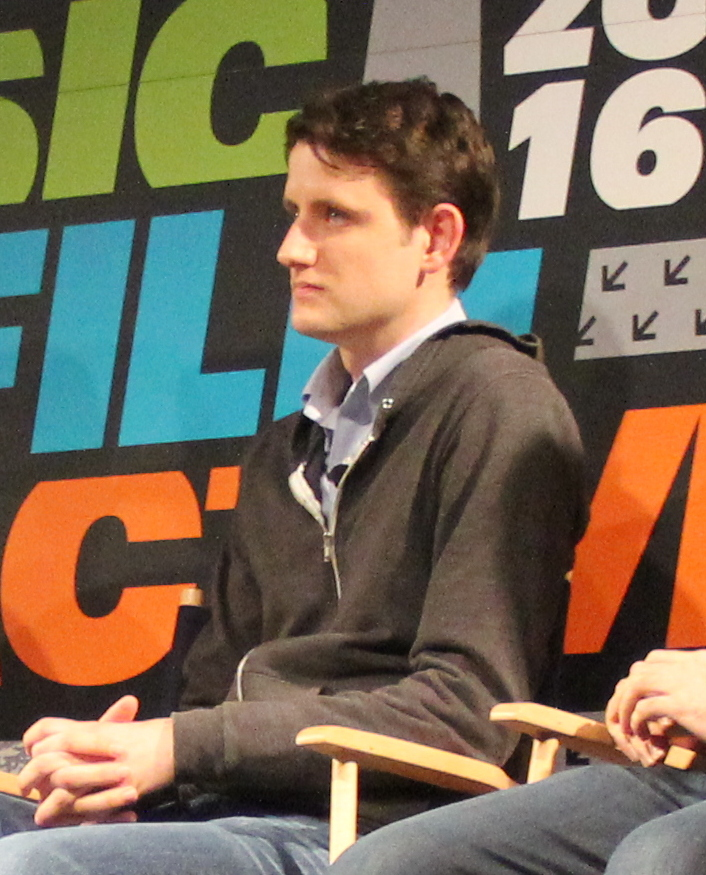
Zach Woods
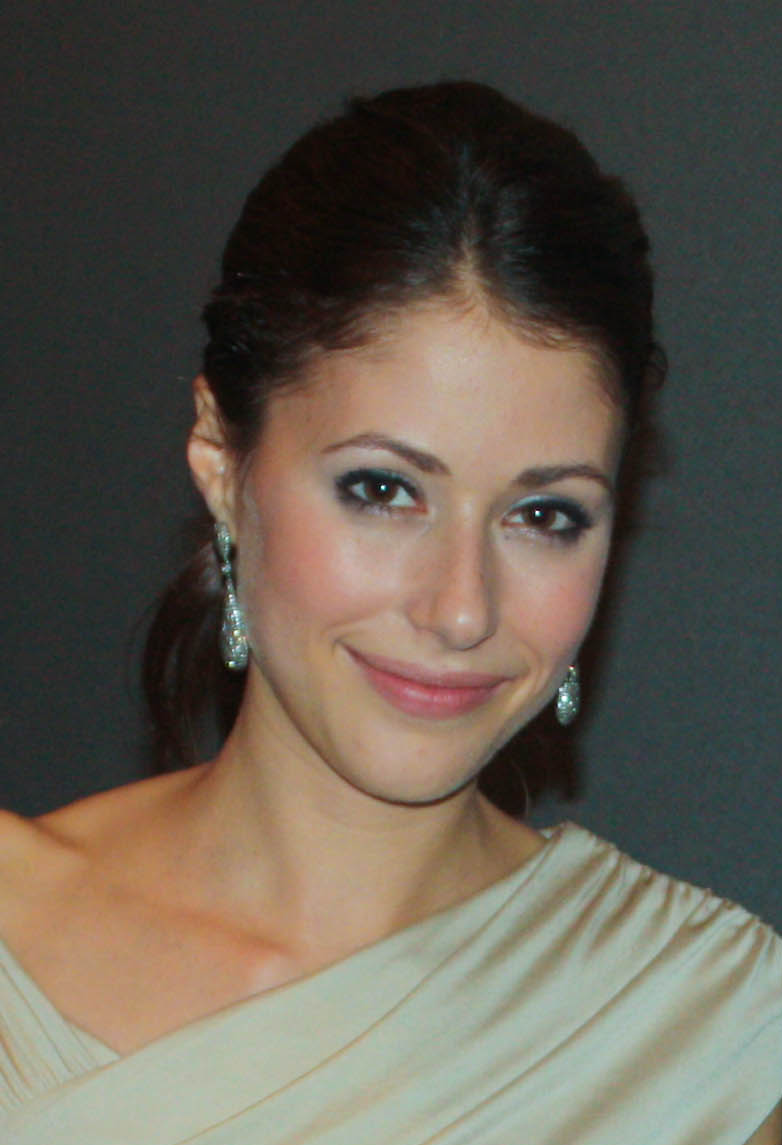
Amanda Crew